# Alessandro Fortis
Alessandro Fortis (ur. 1842 w Forlì, zm. 4 grudnia 1909 w Rzymie) – włoski polityk, premier (1905-1906).

## Życiorys
W latach 1866–1867 walczył jako ochotnik wraz z Garibaldim, a po zjednoczeniu Włoch pod postacią monarchii, jako zagorzały zwolennik republiki spiskował wraz z socjaliści w celu wywołania powstania, za co 2 sierpnia 1874 został aresztowany i na 5 miesięcy uwięziony. W 1876 nakłonił republikanów do brania udziału w rządzie, w 1880 został wybrany deputowanym, później dokonał zwrotu w prawo. Od czerwca 1898 do maja 1899 był ministrem rolnictwa, a w lutym 1905, po rezygnacji premiera Giolittiego, został jego następcą. Ponieważ w środowisku włoskich polityków był uznawany za pionka Giolittiego, miał trudności ze sformowaniem rządu. Nacjonalizacja kolei przez jego rząd, obniżenie ceł na import hiszpańskiego wina, oskarżenia o korupcję i wspieranie przez niego Trójprzymierza uczyniły go niepopularnym i ostatecznie doprowadziły do upadku jego rządu w lutym 1906.